# Opoczno
Pour les articles homonymes, voir Opoczno (homonymie).
Opoczno (prononciation [ɔˈpɔt͡ʂnɔ]) est une ville dans la partie méridionale de la Pologne .
Sa superficie s'étend sur 24,75 km2 avec une population de 21 901 habitants en 2015.
La ville est traversée par la ligne ferroviaire centrale qui relie la Silésie à Varsovie et la route 12 qui relie les parties occidentales et orientales de la Pologne.

## Administration
De 1975 à 1998, la ville était attachée administrativement à l'ancienne voïvodie de Kielce.

Depuis 1999, elle fait partie de la nouvelle voïvodie de Łódź.
Elle est le siège administratif (chef-lieu) du powiat d'Opoczno et de la gmina d'Opoczno.

## Personnalités liées à la ville
- Edmund Biernacki
- Wlodzimierz Perzynski
- Grzegorz Piechna
- Temerl Bergson
- Adam Kszczot

## Relations internationales

### Jumelages
La ville d'Opoczno est jumelée avec:
- Opočno (Tchéquie)
- Bytča (Slovaquie)
- Sudervė (Lituanie)
- Rudaminos (Lituanie)

## Galerie
Quelques vue de la ville

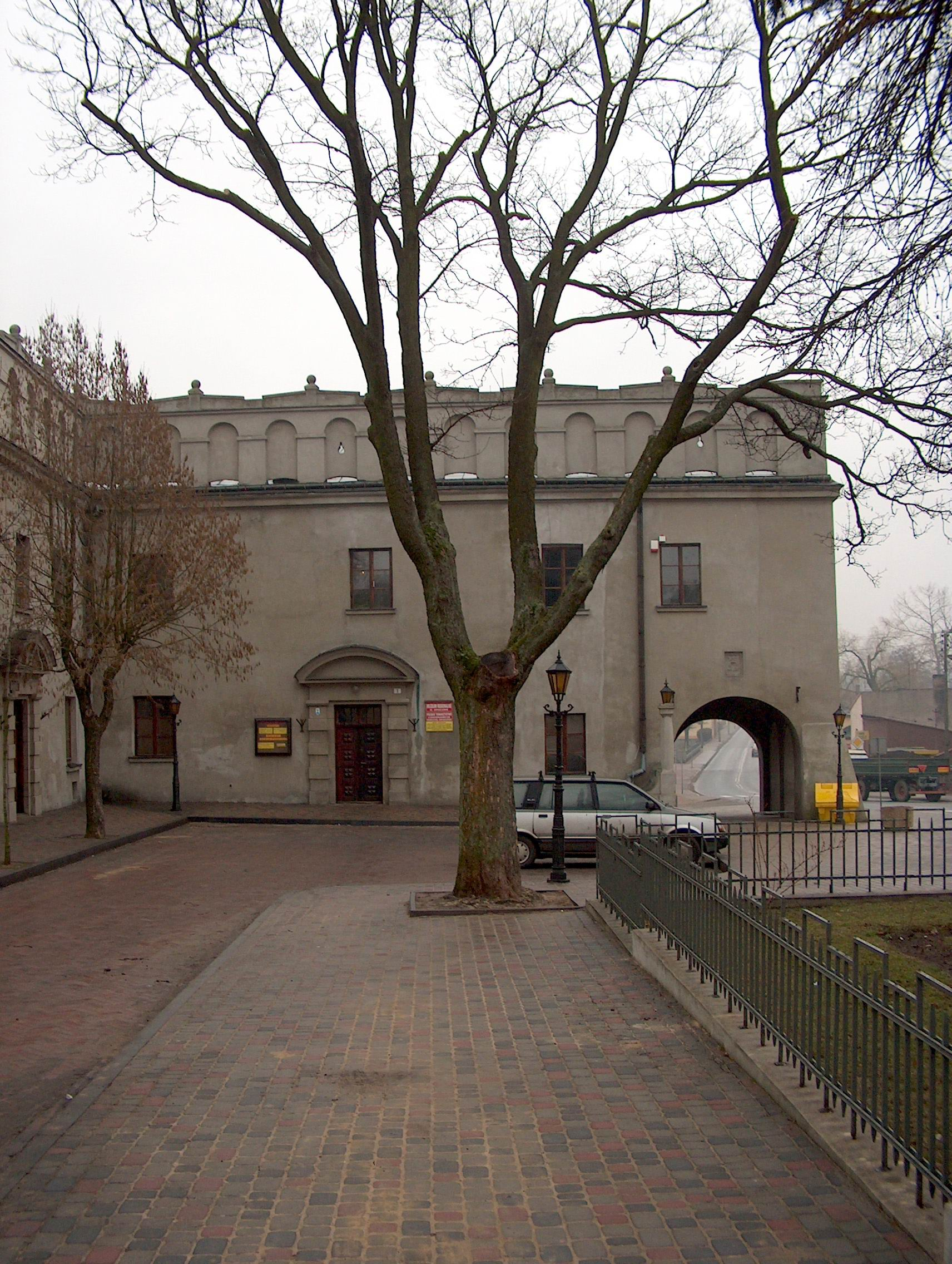
Château
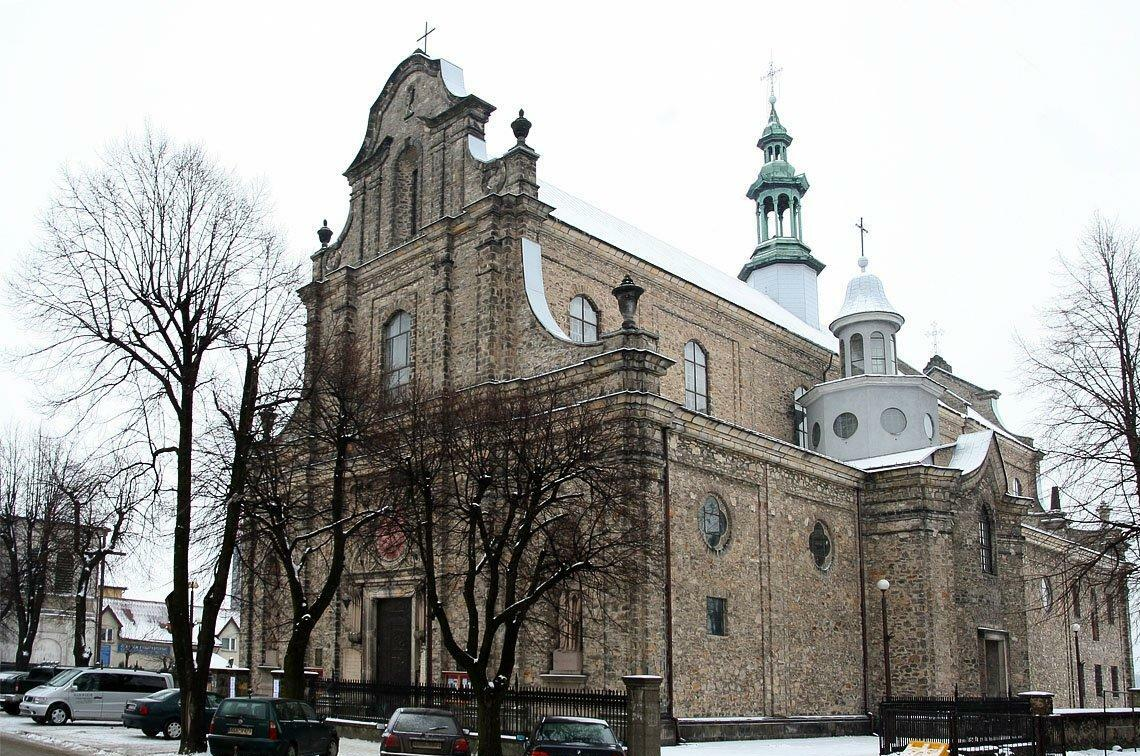
Église St. Barthélemy
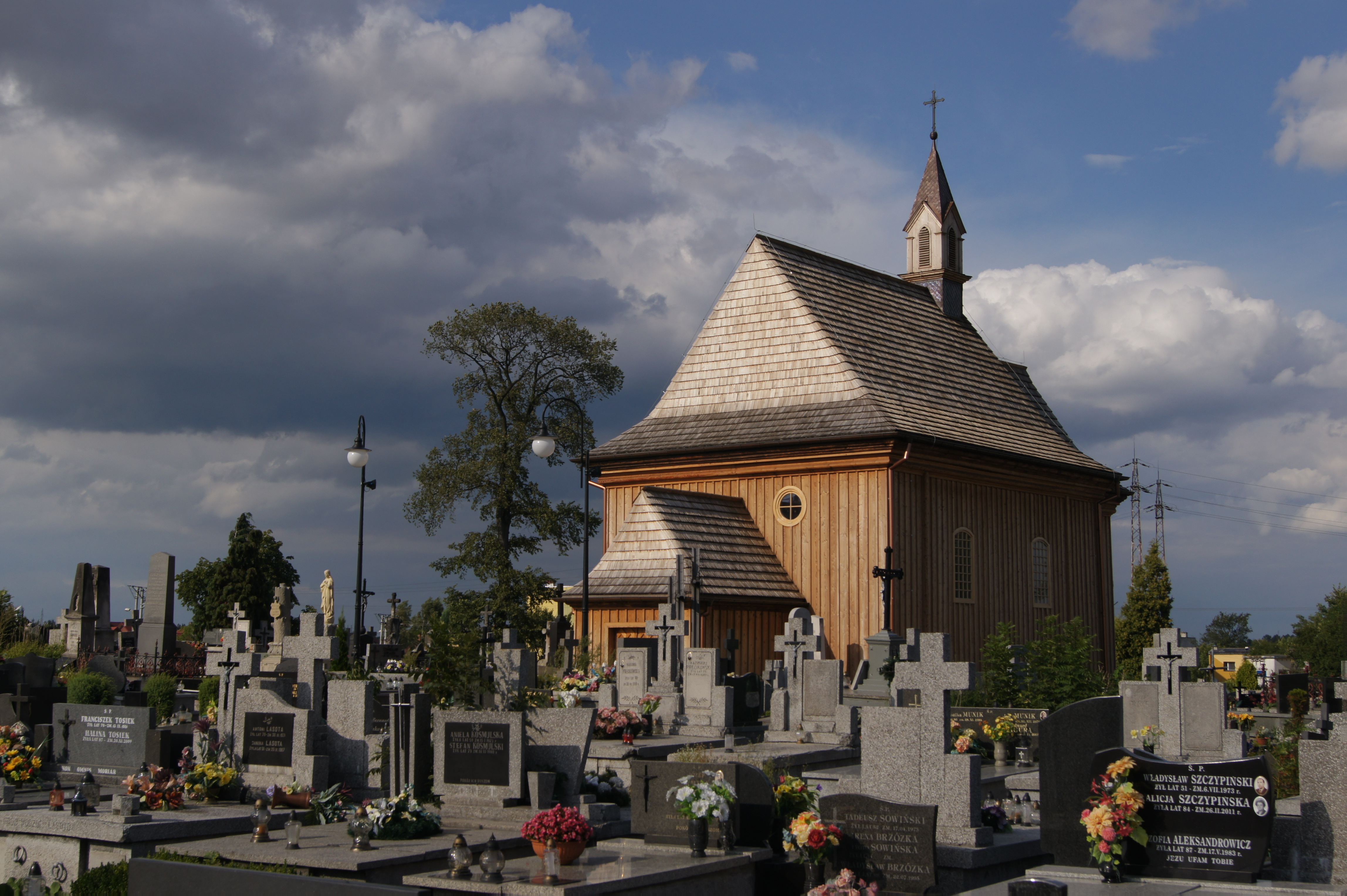
Église du cimetière
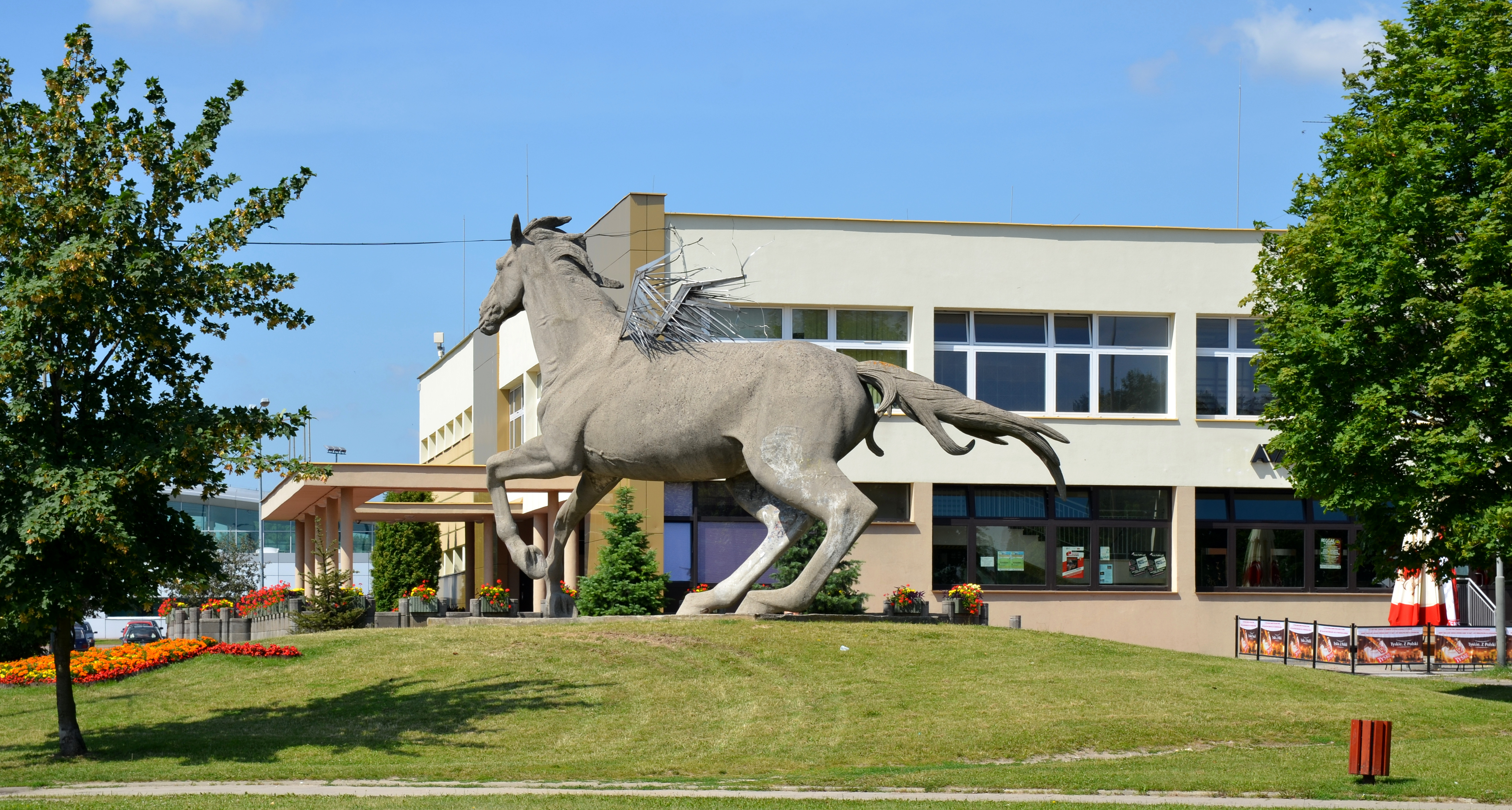
Centre culturel